# Celeste O'Connor
Celeste O'Connor (Nairobi, 2 december 1998) is een Amerikaans acteur van Keniaanse afkomst.

## Biografie
Celeste O'Connor werd op 2 december 1998 geboren in Nairobi, Kenia, als kind van een Amerikaanse vader en een Keniaanse moeder. O'Connor heeft een jongere broer. Het gezin woonde in Baltimore (Maryland). O'Connor ging naar de Notre Dame Preparatory School en studeerde eerst viool en zang aan het Peabody Preparatory en vervolgens volksgezondheid en (een vooropleiding voor) geneeskunde aan de Johns Hopkins-universiteit en volgde vakken bij islamitische studies. O'Connor brak door met de rol Paloma Davis in de indiefilm Selah and the Spades die in première ging op het Sundance Film Festival 2019.
O'Connor is non-binair en is een voorstander voor het verbeteren van de diversiteit in de entertainmentindustrie.

## Filmografie
- 2024: Madame Web als Mattie Franklin / Spider-Woman
- 2024: Ghostbusters: Frozen Empire als Lucky Domingo
- 2023: A Good Person als Ryan
- 2022: The In Between als Shannon
- 2021: Ghostbusters: Afterlife als Lucky Domingo
- 2020: Freaky als Nyla Chones
- 2019: Selah and the Spades als Paloma Davis
- 2018: Irreplaceable You als Teen Abbie
- 2017: Wetlands als Amy Johnson